# In Tune with the Wild
In Tune with the Wild est un film muet américain réalisé par E.A. Martin et sorti en 1914.

## Fiche technique
- Réalisation : E.A. Martin
- Scénario : E.A. Martin
- Date de sortie : États-Unis : 31 juillet 1914

## Distribution
- Edwin Wallock
- Kathlyn Williams
- Baby Lillian Wade
- William Stowell